# Traitement thermique
Pour les articles homonymes, voir Traitement thermique (homonymie).
Le traitement thermique d'un matériau est un groupe de procédés industriels utilisés pour en modifier les propriétés physiques, mécaniques et parfois chimiques. De tels traitements sont utilisés lors de la fabrication des matériaux comme le verre, le bois, les aliments et surtout les métaux.
Le traitement thermique implique l'utilisation du chauffage et/ou du refroidissement, normalement à des températures extrêmes, pour obtenir le résultat souhaité, tel que la modification de la friabilité, de la dureté, de la ductilité, de la fragilité, de la plasticité, de l’élasticité ou de la résistance du matériau.
Les traitements thermiques jouent également un rôle important dans le domaine de la tribologie.

## Classification
Les traitements thermiques peuvent être classés comme suit :
- Traitements dans la masse (amélioration des propriétés de masse) :
  - 
Trempe
  - Revenu
  - Recuit
- Traitements superficiels (amélioration des propriétés superficielles) :
  - Durcissement par trempe après chauffage superficiel :
    - Induction électromagnétique
    - Flamme (chalumeau)
    - Laser
    - Torche à plasma, hexa-plasma
    - Faisceau électronique

  - Traitements thermochimiques :
    - Diffusion d'éléments non métalliques : cémentation (C), nitruration (N), carbonitruration (C et N), nitrocarburation (N et C), sulfonitrocarburation (S, N et C), oxynitrocarburation (O, N et C), boruration (B), noirciment (évite l’oxydation), etc.
    - Diffusion d'éléments métalliques : chromisation (Cr), aluminisation (Al), chrome-aluminisation (Cr et Al), manganisation (Mn), shérardisation (Zn), etc.

## Matériaux traités
- Traitement thermique d'un métal
- Traitement thermique du verre : le recuit du verre, dans certaines conditions, peut renforcer sa résistance au bris. Voir aussi l'article Verre trempé.
- Traitement thermique du bois : il permet[3] :
  - de rendre le bois plus foncé tout en lui donnant une couleur plus homogène ;
  - de donner une meilleure stabilité dimensionnelle au bois ;
  - d'offrir une meilleure résistance aux champignons (en portant le bois au-delà d'une certaine température, ce qui dégrade le glucose), mais en affectant sa résistance ou son aspect (aspect pelucheux parfois), plus chez les feuillus que chez les résineux.